# هنري إيلي وايت
هنري إيلي وايت (بالإنجليزية: Henry Eli White)‏ هو مهندس معماري نيوزيلندي، ولد في 21 أغسطس 1876 في دنيدن في نيوزيلندا، وتوفي في 3 مارس 1952.